# 2003 في سنغافورة
فيما يلي قوائم الأحداث التي وقعت خلال عام 2003 في سنغافورة.

## سياسة

### تعيين في المنصب
- 1 أغسطس – توني تان Coordinating Minister for National Security (Singapore) [الإنجليزية]‏.

### انتهاء فترة المنصب
- 1 أغسطس – توني تان وزير الدفاع [الإنجليزية]‏.

## رياضة
- 1 يناير – دوري سنغافورة للمحترفين 2003 الفائز نادي هوم يونايتد.

## وفيات

### أغسطس
- 2 أغسطس – ويلفريد سكينر (مواليد 1934) لاعب كرة قدم سنغافوري.